# 小川美潮 (アルバム)
『小川美潮』（おがわみしお）は1984年に発売された小川美潮の1stオリジナル・アルバム。

## 解説
ムーンライダーズの白井良明がプロデュース。
2002年と2012年の二度にわたってボーナス・トラック入りの再発盤が発売された。

## 収録曲

### 1984年　オリジナル盤
特記以外　作詞：小川美潮
1. おーい
作曲・編曲：ボーンボーンズ
2. 行っといで
作曲・編曲：白井良明
3. 時計屋
作曲・編曲：ボーンボーンズ
4. ポテトロイド
作曲・編曲：パッパラパーソンズ
5. おかしな午後
作曲：板倉文　編曲：白井良明
6. 光の糸 金の糸
作曲・編曲：細野晴臣　Vocal Arrange：小川美潮
7. 花の子供
作詞：小川美潮　作曲：白井良明　編曲：オフトンズ

### 2002年再発盤　『小川美潮+2』
1. お～い　2:43
2. 行っといで　4:54
3. 時計屋　3:31
4. ポテトロイド　3:01
5. おかしな午後　3:42
6. 光の糸 金の糸　4:48
7. 花の子供　3:35
8. これからのむこう（ボーナス・トラック）　4:18
9. へんなかさ（ボーナス・トラック）　3:32

### 2012年再発盤　『小川美潮+7』
1. おーい　2:43
2. 行っといで　4:54
3. 時計屋　3:30
4. ポテトロイド　3:01
5. おかしな午後　3:41
6. 光の糸 金の糸　4:48
7. 花の子供　3:37
8. これからのむこう（ボーナス･トラック）　4:17
9. へんなかさ（ボーナス･トラック）　3:31
10. オエオエ（ライヴ）（未発表曲）（ボーナス･トラック）　6:09
11. 山登り銭湯（ライヴ）（未発表曲）（ボーナス･トラック）　4:08
12. 素朴なギモン（ライヴ）（未発表曲）（ボーナス･トラック）　8:55
13. アカテレ（ライヴ）（未発表曲）（ボーナス･トラック）　3:31
14. 水（ライヴ）（未発表曲）（ボーナス･トラック）　10:19

## 参加ミュージシャン
ボーンボーンズ
- 友田慎吾
- 中原信雄
- 近藤達郎
- 白井良明
- 小川美潮

パッパラパーソンズ
- 木村敬一
- 西尾明博
- 幸田実
- 平沢幸男
- 小川美潮

オフトンズ
- 渋谷毅
- 川端民生
- 白井良明

## リリース履歴
| No. | 日付           | レーベル                       | 規格  | 規格品番                  | 備考  |
| --- | -------------- | ------------------------------ | ----- | ------------------------- | ----- |
| 1   | 1984年5月21日  | Vap                            | LP CT | VAP-30131-20 VAP-50131-20 |       |
| 2   | 1990年10月21日 | Vap                            | CD    | VPCC-83002                |       |
| 3   | 2002年7月24日  | アブソードミュージックジャパン | CD    | ABCS-31                   | [ 1 ] |
| 4   | 2012年10月24日 | Solid Records                  | CD    | CDSOL-1525                | [ 2 ] |